# フランジェリコ

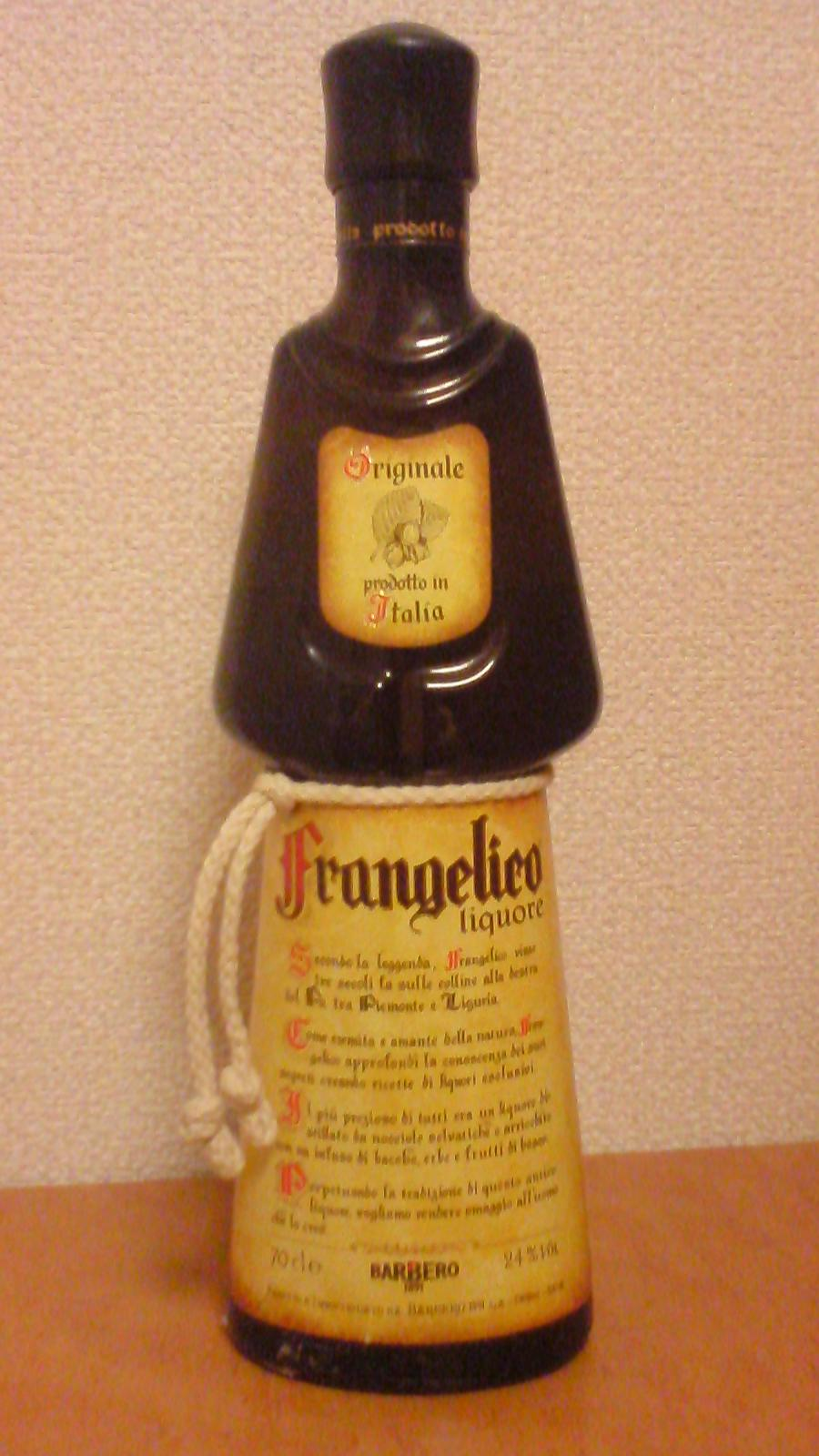
フランジェリコのボトル

フランジェリコ (Frangelico) は、1978年にイタリアのバルベロ社によって発売されたヘーゼルナッツ・リキュールの銘柄。アルコール度数は24度、エキス分は24％。ヘーゼルナッツを主な原料とし、数種類のベリーとその花弁から抽出したエキスを配合、熟成することにより作られる。

## 起源
300年以上前のイタリア、現ピエモンテ・リグーリア州境の山中で、托鉢僧フラ・アンジェリコ（Fra Angelico）が野生のヘーゼルナッツから作った酒が起源とされている。ナッツ類を主原料とするリキュールの中でも起源が古いもののひとつとされ、「ナッツ系リキュールの始祖」とする書籍もある。

## 使用法
カクテルの材料以外としては、製菓やコーヒーの風味付けとして用いられる。濃厚かつナッツの香ばしい香りをもつことから、チョコレートや生クリームとの相性が良いとされている。
アルディラ
ホワイト・ラムをベースに、ブルー・キュラソー、レモンジュースをシェークしたカクテル。「ブルー・キュラソーの澄んだ青が美しい」としばしば解説される。アルコール度数は34度。
ホワイト・ラム30ml、フランジェリコ20ml、ブルー・キュラソー10ml、レモンジュース1tsp。
ルシアン・クエイルード
相性の良いとされる生クリームを使用したリキュール「ベイリーズ」を用いたカクテル。クリーミー、かつ甘みが強い。「クエイルード」、つまり睡眠薬の名のとおり、ナイトキャップとして飲まれている。アルコール度数は26度。
フランジェリコ20ml、ベイリーズ20ml、ウォッカ15ml。シェークで作られる。